# Сошинівка
Сошинівка (Сошиновка, Шошиновка) — село, колишній населений пункт в Верхньодніпровському районі Дніпропетровської області.

## Короткі відомості
Постраждало в часі Голодомору 1932—1933 років.
1943 року тут велися бої за Аульський плацдарм, 26 вересня було здійснено радянське висадження з другого берега Дніпра.
В боях відзначилось багато воїнів, зокрема Газрет Алієв, Лев Гітман і Сергій Шпаковський.
1959 року в селі було встановлено пам'ятник загинулим червоноармійцям, яких зазначалося понад 317.
Було затоплене при побудові водосховища, частина жителів переселена в Дніпровське.